# Śledzenie Początku Narodów Słowiańskich
Śledzenie Początku Narodów Słowiańskich – rozprawa naukowa autorstwa Wawrzyńca Surowieckiego z 1824, stanowiąca zarys etnogenezy narodów europejskich.
Praca została wydrukowana w XVII tomie Roczników Królewsko-Warszawskiego Towarzystwa Przyjaciół Nauk (drukarnia ojców pijarów). Autor oparła się w swoich badaniach na pracach dawnych historyków, sięgając nawet do odległej starożytności. Spostrzeżenia i wnioski Surowieckiego stanowią w pewnej mierze analizę antropologiczną narodów europejskich, panujących, uciśnionych i przesiedlonych wraz z uwzględnieniem tras ich wędrówek, mieszania się oraz wytwarzania nowych jednostek etnicznych. Autor był prekursorem takich antropologów, jak Wilhelm Ripley i Joseph Deniker, którzy swoje typologie narodów europejskich opublikowali dopiero na przełomie XIX i XX wieku.
Surowiecki wywodził w tej rozprawie pochodzenie Słowian z „Paflagonii, około gór armeńskich i Medii”, położonej za Kaukazem (pogranicze irańskie), lecz jednak nie nazywał mieszkających tam ludów irańskich Sarmatami.
Dzieło pochwalił w 1828 słowacki slawista Pavol Jozef Šafárik. W 1902 czeski antropolog, Lubor Niederle, stwierdził, że praca Surowieckiego jest chlubą nauki polskiej. Bardzo pochlebną opinię o publikacji wyraził również Jan Czekanowski. 